# Adj irgalmat, adj nyugalmat
Az Adj irgalmat, adj nyugalmat gyászmiséken, temetéseken elhangzó egyházi ének. Dallamát Zsasskovszky Endre, szövegét Tárkányi Béla írta.

## Kotta és dallam
| Adj irgalmat, adj nyugalmat, ó Atyánk, a lelkeknek, Aki(k)ért ez áldozattal testvéreik esdenek. Adjon nekik enyhületet a végtelen szeretet. Adj irgalmat, adj nyugalmat minden megholt hívednek. | A szerető tanítványnak, Szent Jánosnak mondatott: Írd föl: Boldog mindörökké az Úrban elhunyt halott. Engedd, Uram, hogy halottunk, kiért hozzád fordulunk, Tőled hallja ezen égi vigasztaló szózatot.     |
| Édes Jézus, aki értünk föláldoztad magadat: Legyen kedves teelőtted ez a tiszta áldozat. Adjon enyhet, szabadulást, mennyországba feljutást A szenvedő jámboroknak, akik várják napjukat.        | Zengjük áldva: Szent az Isten! élők, holtak Istene! Kegyelemnek, irgalomnak mérhetetlen tengere. Mind az ő szent kezén vagyunk, néki élünk és halunk, Szent az Isten, szent az Isten, élők, holtak Istene! |

## Felvételek
- Lasztovicza Jenő Gyászmiséje. YouTube. Tapolca, katolikus templom (2015. január 17.)  (Hozzáférés: 2017. február 11.) (videó) 1:30-ig.
- Szent vagy Uram: 235. Adj irgalmat. Santa Cecília (Hozzáférés: 2017. február 11.) (szöveg, audió)
- Adj irgalmat - zsoltár - U.Halottak napja. www.szolgalohittan.hu (Hozzáférés: 2017. február 11.) (audió) arch